# Radnice v Neustadtu in Sachsen
Radnice v Neustadtu in Sachsen, městě v saském zemském okrese Saské Švýcarsko-Východní Krušné hory v Německu, je barokní budova pocházející z let 1696–1703. Uprostřed náměstí situovaná stavba slouží svému původnímu účelu a je památkově chráněná.

## Historie
Budova neustadtské radnice pochází z let 1696–1703 a je jednou z mála saských radnic situovaných uprostřed náměstí. V 18. a 19. století nesloužila jen k rokování vedení města, v přízemí sídlili také různí řemeslníci. Radniční sklep a taneční sál pocházejí z roku 1863. Jednotlivé místnosti sloužily dočasně jako lékárna, byt lékárníka či soud. Do roku 1972 hostila radnice v roce 1871 založenou sbírku starožitností, jež byla předchůdkyni dnešního městského muzea. Roku 1880 byl zbořen pivovar, který k radnici přiléhal. Během renovace v letech 1937–1938 obdržel radniční sál vitráže, na kterých jsou vyobrazena nejdůležitější městská řemesla. Ze stejné doby pocházela také sgrafita na třech stěnách zobrazující dějiny města, která však byla roku 1968 zakryta. Radnice v minulosti přečkala velké požáry města, včetně toho posledního ze dne 9. května 1945, kterému padlo za oběť na 70 domů. Poslední celková rekonstrukce proběhla v letech 1992–1995.
Radnice slouží nepřetržitě svému účelu, je sídlem starosty a schází se zde městská rada. Je památkově chráněna pod číslem 09253465.

## Popis
Zděná barokní stavba je významná po stránce architektonické, historické, ale také z hlediska utváření prostoru města. Stojí na půdorysu širokého písmene L a je dvoupatrová. Žlutou fasádu člení bílé lizény. Portál zdobí volutový štít spolu s neustadtským a saským znakem s letopočtem 1703. Vysoká valbová střecha je dvoupodlažní, na jižní straně opatřená dvěma podlouhlými vikýři (takzvané štiky) a na bocích dalšími menšími (rybí oka). Jako krytina slouží pálené tašky (bobrovky). Uprostřed střechy je umístěna cca 15 metrů vysoká věž s hodinami a zvonem zakončená cibulovou bání a korouhví.

## Galerie

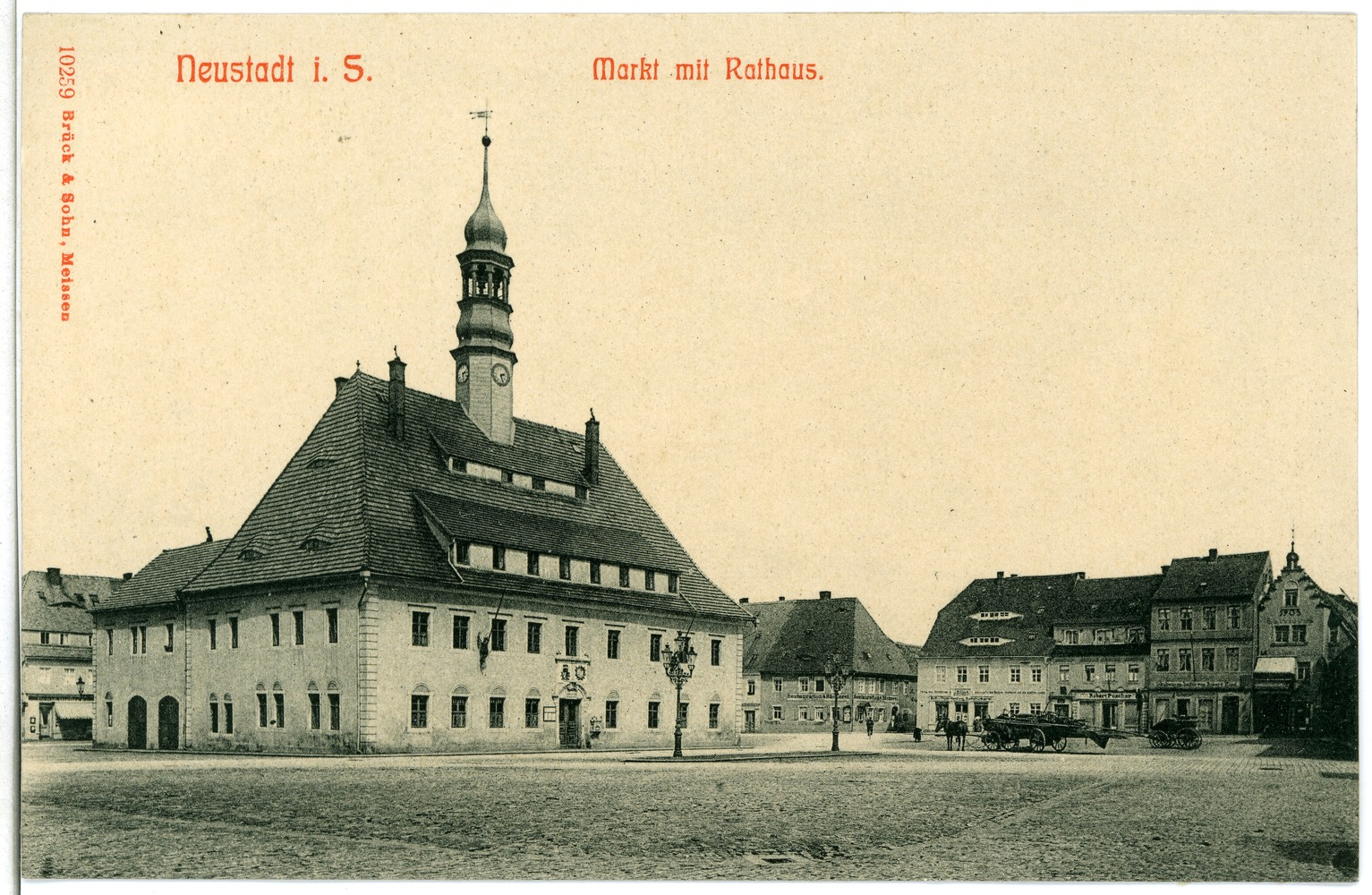
Radnice na historické pohlednici z roku 1908
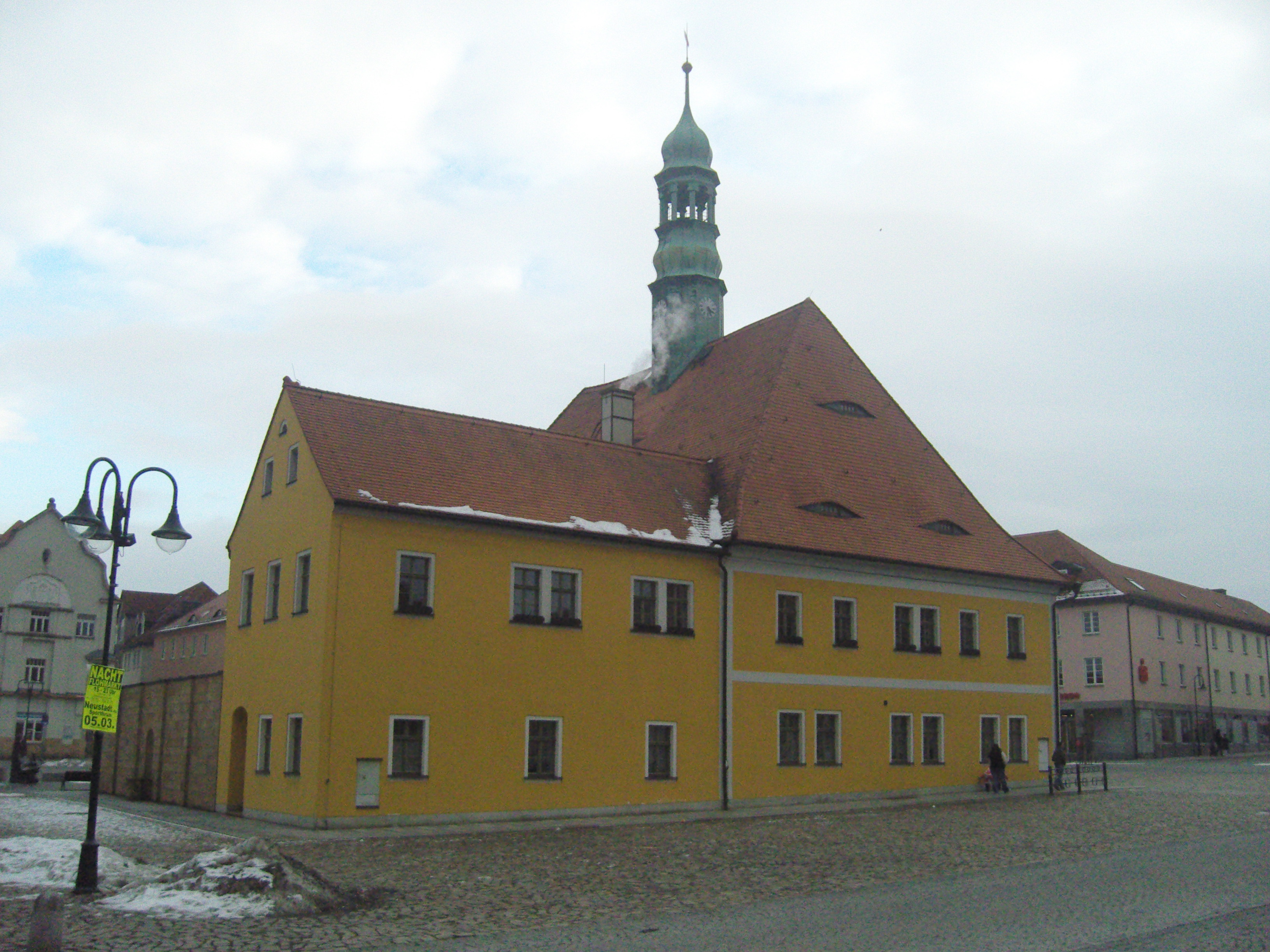
Západní strana
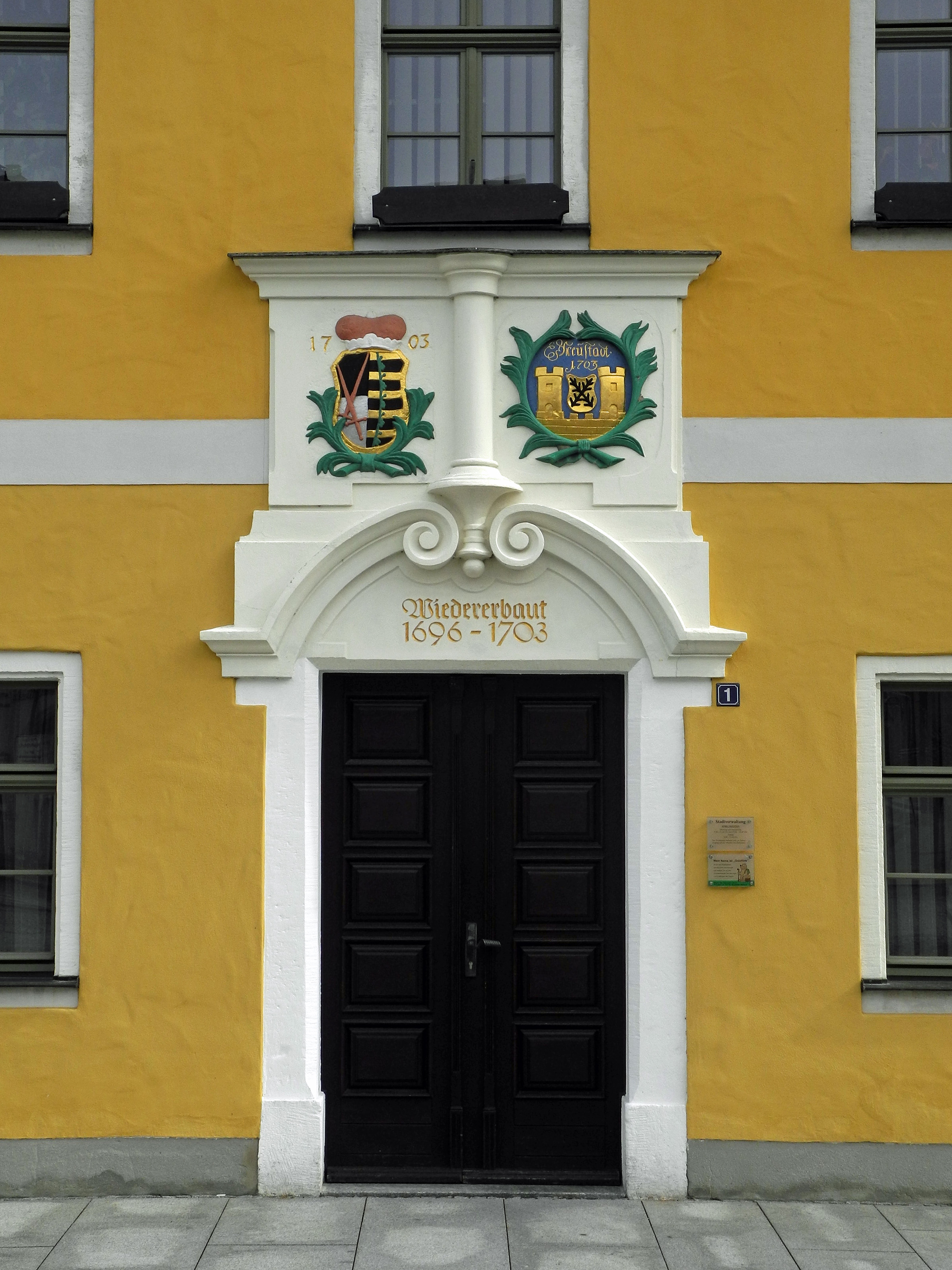
Detail portálu se znaky